# 奥埃维尔
奥埃维尔（法語：Hoéville，法語發音：[ɔevil]）是法国默尔特-摩泽尔省的一个市镇，属于吕内维尔区。

## 地理
奥埃维尔（48°42'25"N, 6°26'5"E）面积8.54 平方千米，位于法国大東部大區默尔特-摩泽尔省，该省份为法国东北部内陆省份，是洛林的一部分，北邻比利时、卢森堡，北起顺时针与摩泽尔省、下莱茵省、孚日省和默兹省接壤。
与奥埃维尔接壤的市镇（或旧市镇、城区）包括：阿蒂安维尔、大伯藏日、库尔贝索、雷梅雷维尔、塞尔、索尔内维尔。

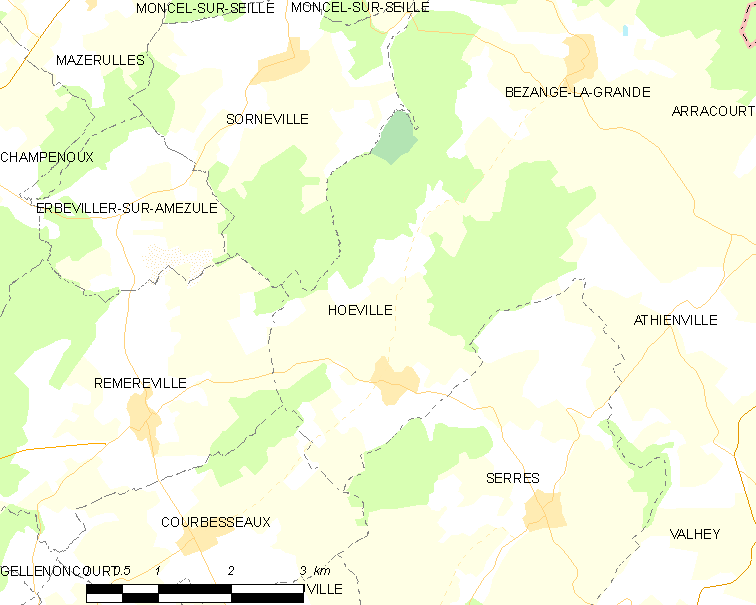
奥埃维尔的OSM定位图

奥埃维尔的时区为UTC+01:00、UTC+02:00（夏令时）。

## 行政
奥埃维尔的邮政编码为54370，INSEE市镇编码为54262。

## 政治
奥埃维尔所属的省级选区为吕内维尔第一县。

## 人口

1962-2008年间奥埃维尔人口变化图示

奥埃维尔于2022年1月1日时的人口数量为206人。